# Per Gessle (musikalbum)
Per Gessle är debutalbumet av den svenske musikern Per Gessle, släppt 1983. En återutgåva på CD, släppt den 1 september 1994, innehöll tre bonusspår.

## Bakgrund
När samtliga medlemmar i Gyllene Tider utom Gessle gjorde värnplikten spelade han in sitt första soloalbum i februari 1983.
Albumet hade länge arbetsnamnet "Hjärtats trakt", men eftersom Ulf Lundell då var aktuell med romanen Hjärtats ljus, släpptes albumet i april 1983 som Per Gessle.

## Låtlista
Text och musik av Per Gessle, där inget annat anges.

### LP
Sida A
1. "På väg" (musik av Niklas Strömstedt) - 3:39
2. "Hjärtats trakt" - 3:22
3. "Om du har lust" - 4:02
4. "Timmar av iver" - 1:48
5. "Regn" - 3:18
6. "Indiansommar" (instrumental) - 0:54
7. "Historier vi kan" (musik av John Sebastian) - 3:11

Sida B
1. "Ledmotiv från 'Indiansommar'" (instrumental) - 0:52
2. "Den öde stranden" (text och musik av John Holm) - 4:12
3. "Fiskarnas tecken" - 3:58
4. "Rädd" - 3:30
5. "Tända en sticka till" - 4:27
6. "Syrenernas tid" - 4:06

### CD
1. "På väg" (musik av Niklas Strömstedt) - 3:39
2. "Hjärtats trakt" - 3:22
3. "Om du har lust" - 4:02
4. "Timmar av iver" - 1:48
5. "Regn" - 3:18
6. "Indiansommar" (instrumental) - 0:54
7. "Historier vi kan" (musik av John Sebastian) - 3:11
8. "Ledmotiv från 'Indiansommar'" (instrumental) - 0:52
9. "Den öde stranden" (text och musik av John Holm) - 4:12
10. "Fiskarnas tecken" - 3:58
11. "Rädd" - 3:30
12. "Tända en sticka till" - 4:27
13. "Syrenernas tid" - 4:06
14. "Överallt" - 3:43 (Bonuslåt på CD)
15. "Man varnade för halka" - 3:04 (Bonuslåt på CD)
16. "När morgonen kommer" - 2:01 (Bonuslåt på CD)

## Musiker
- Per Gessle - sång (alla låtar förutom låt 6 och 8), 12-strängad elgitarr (låt 5), akustisk gitarr (låt 2-5, 8-13), munspel (låt 1 och 12), slagverk (låt 4 och 8)
- Janne Bark - 12-strängad elgitarr (låt 11), elgitarr (låt 1, 3, 9 och 11), kör (låt 1, 4, 5 och 13)
- Shakin' Björne Boström - autoharp (låt 7)
- Backa Hans Eriksson - bas (alla låtar förutom låt 6 och 7), kontrabas (låt 7)
- Marie Fredriksson - kör (låt 2), sång (låt 3, 11 och 12)
- Kjell Johansson - banjo (låt 1 och 4)
- Nane Kvillsäter - akustisk gitarr (låt 7 och 13), elgitarr (låt 7 och 10), sitar (låt 13), slidegitarr (låt 3 och 10)
- Lasse Lindbom - akustisk gitarr (låt 3, 5, 9 och 12), kör (låt 1, 4 och 5)
- Hasse Olsson - Hammondorgel (låt 3, 9 och 13), piano (låt 9), elpiano (låt 10)
- Magnus Persson - trummor (alla låtar förutom låt 2 och 6), slagverk (låt 1-3, 9-11 och 13)
- Christina Puchinger - harpa (låt 2 och 6)
- Mats Rosén - pedal steel (låt 7 och 12)
- Niklas Strömstedt - Hammond-orgel (låt 1), kör (låt 2, 4, 5 och 13), piano (låt 9, 11 och 13)
- Reg Ward - tenorsax (låt 13)
- Kjell Öhman - dragspel (låt 5)

## Listplaceringar
| Lista (1983) | Position |
| ------------ | -------- |
| Sverige      | 5        |